# La Fille de Keltoum
Pour plus de détails, voir Fiche technique et Distribution.
La Fille de Keltoum est un film franco-belge réalisé par Mehdi Charef et sorti en 2002.

## Fiche technique
- Titre : La Fille de Keltoum
- Réalisation : Mehdi Charef
- Scénario : Mehdi Charef
- Photographie : Alain Levent
- Décors : Taoufik Behi
- Costumes : Maïka Guézel
- Son : Ricardo Castro et Henri Morelle
- Musique : Bernardo Sandoval
- Montage : Kenout Peltier
- Production : Studiocanal - Arte France Cinéma - France 2 Cinéma - Canal+ Horizons - To Do Today Productions - RTBF (Radio Télévision Belge Francophone) - Cinétévé
- Pays d'origine :  France -  Belgique
- Durée : 106 minutes
- Date de sortie : France - 10 avril 2002

## Distribution
- Cylia Malki : Rallia
- Baya Belal : Nedjma
- Jean-Roger Milo : Djibril
- Fatma Ben Saïdane : la femme répudiée
- Deborah Lamy : Keltoum
- Brahim Ben Salah : le grand-père
- Samira Draa : Souad
- Mostefa Zerguine
- Habib Zrafi
- Lotfi Yahya Jedidi

## Sélections
- Festival international du film de Toronto 2001
- Festival international du film de Karlovy Vary 2002
- Boston French Film Festival 2003